# Хортицький німецький район
Хортицький німецький район — національний район УСРР з центром у селі Верхня Хортиця, що існував у 1929—1930 роках у складі Запорізької округи.

## Передісторія
У травні 1924 Центральна комісія у справах нацменшин (ЦКНМ) при ВУЦВК, яка ще перебувала на стадії організаційного оформлення, звернулася до Президії ВУЦВК з пропозицією виділити такі райони з компактними масами німецького населення: Ландауський (Миколаївська округа Одеської губернії), Люксембурзький (Маріупольська округа Донецької губернії) та Хортицький (Запорізька округа Катеринославської губернії). Під тиском німецької громади України розгорнулася практична робота з виділення національних районів. У короткому огляді ЦКНМ ходу виділення німецьких районів і сільрад станом на 15 березня 1925 року відзначалося, що «настрій німецьких колоній взагалі і в німецьких районах в особливості, після районування [...] значно покращився».  Створення  національних районів мало на меті прискорити розвиток виробничих сил відповідної території. Однак наданню статусу німецького національного довгий час перешкоджали складнощі з виділенням інонаціональних населених пунктів. Іншим істотним гальмом для подальшого вирізнення Хортицького національного району стала залежність від темпів і характеру проведення землевпорядних робіт.  
Намагаючись приборкати сплеск нової емігрантської хвилі серед мешканців історичних німецьких колоній України, здебільшого менонітів, та згладити наслідки невдалої для кількох тисяч охочих спроби емігрувати, радянська влада нарешті закінчила виділення із Запорізької округи Хортицького німецького району зі статусом національного.

## Загальний огляд
Район створено відповідно до постанови ВУЦВК та РНК УСРР від 18 вересня 1929 року «Про утворення на  території Запорізької округи  Хортицького району з переважною німецькою людністю». На момент утворення складався з дванадцятьох сільрад: Верхнє-Хортицької, Нижньо-Хортицької, Кічкаської, Широчанської, Павлівської, Бабурської, Смолянської, Миколайпільської, Веселовської, Лукашевської, Ново-Запорізької та Зеленогайської, з яких вісім були німецькі. Налічував 18 485 жителів, з яких 11 815 становили німецькомовні особи (здебільшого меноніти).
З 10 березня 1930 Дніпрогес узяв шефство над районом. 1929 року районна партійна організація налічувала 112 членів КП(б)У, з яких 22 були німцями, 1930 — 180 членів КП(б)У (30 німців), а комсомольські осередки району об’єднували 36 осіб.
За напрямами господарського розвитку район вважався сільськогосподарським, проте близькість Запоріжжя і його прискорений промисловий розріст наприкінці 1920-х рр. позначилися на його економіці. Тут існували ливарня, сепараторний завод, 12 вітряних і 10 парових млинів, 14 кузень, круподерня, олійниця, 127 німців займалися кустарним виробництвом. Переважну більшість населення району складали меноніти, їхні сильні релігійні громади запекло опиралися радянізації та намаганням властей пришвидшити процеси суспільного розшарування. До 1930 в районі продовжували діяти недільні релігійні школи для дітей. Водночас тут працювали 18 німецьких трудових шкіл, Хортицький німецький педтехнікум, Хортицький машинобудівний технікум. Медичне обслуговування населення здійснювали районна лікарня та пологовий будинок у селі Остервік.
План суцільної колективізації району передбачав її завершення до травня 1930, але вже у квітні 1930 район проголошено районом суцільної колективізації. На той момент було усуспільнено 96 % господарств. На цей самий час припав пік еміграційного відтоку населення та розкуркулювань. У лютому 1930 районна влада спростила процедуру розкуркулювання, ввівши голосування списком.
Хортицький район став заручником першочергового для радянської держави завдання — побудови Дніпрогесу і був розформований. Район ліквідовано згідно з постановою ВУЦВК та РНК УСРР від 2 вересня 1930, якою було скасовано поділ УСРР на округи, а райони перейшли у безпосереднє підпорядкування республіканській владі у Харкові, оскільки правляча більшовицька партія на своєму XVI з’їзді постановила зміцнити районну ланку управління, що відігравала виняткову роль у процесі суцільної колективізації. Унаслідок цього територію району було приєднано до Запорізької міської ради, незважаючи на те, що апарат останньої був нездатний обслуговувати німецькі сільради національною мовою.